# Шульмінський Юрій Олександрович

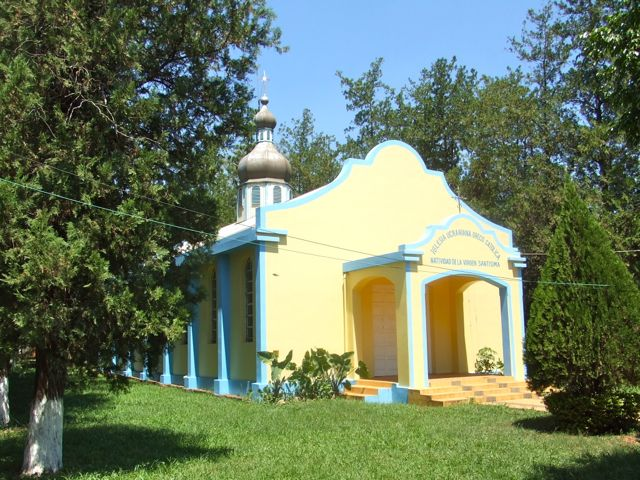
Церква в місті Кармен дель Парана

Шульмінський Юрій Олександрович (1920 — ?) — український архітектор, який працював в Аргентині.

## Біографія
Народився 1920 року. Син Олександра Шульмінського (1862—1944) та Олімпіади з дому Пащенко. Однокровний брат священика Станіслава Шульмінського (1894—1941). Навчався у Львові, згодом — у Римі. Був дивізійником Української національної армії (Першої дивізії «Галичина»), вижив у «Бродівському котлі». Після війни потрапив до Другого польського корпусу. Власник архітектурного бюро в Аргентині. Професор архітектури в університеті Сан-Хуана. Викладав у аргентинському відділі Філософського-гуманістичного факультету Українського католицького університету. Член Спілки українських інженерів в Аргентині, Товариства подолян при Українській вільній академії наук у США.
Роботи
- Проект греко-католицького кафедрального храму в Буенос-Айресі (1961—1964, співавтор Віктор Гриненко).[10]
- Конкурсний проект пам'ятника Шевченкові в Буенос-Айресі (1969, скульптор Григорій Крук).[11]
- Будинок централі кооперативів «Відродження» в Буенос-Айресі.[6]
- Будинок Сестер служебниць у Чоко.[6]
- Церква в місті Кармен дель Парана (Парагвай) (Iglesia greco-católica ucraniana).[6]
- Церква, парафіяльний центр, колегія та інтернат Василіянок у Бовені.[6]
- Відпочинково-спортивний осередок поблизу Буенос-Айреса.[6]

Статті
- La arquitectura eclesiástica ucrania // Ucrania Libre. — 1960. — № 18/19.
- Недоля жидів у Дубні // Літопис Волині. — 1958. — Ч. 4 (співавтор Олексій Сацюк).
- Олімпіада Пащенко-Шульмінська: Некролог // Дзвін. — Буенос-Айрес, 1972.
- Останні лицарі Андів // Сучасність. — 1977. — № 7—8.